# Бардо (гмина)
Бардо (пол. Bardo) — городско-сельская гмина (волость) в Польше, входит как административная единица в Зомбковицкий повет, Нижнесилезское воеводство. Население 5675 человек (на 2004 год).

## Демография
| Перепись                       | Всего   | Всего | Женщины | Женщины | Мужчины | Мужчины |
| ------------------------------ | ------- | ----- | ------- | ------- | ------- | ------- |
| Единицы                        | человек | %     | человек | %       | человек | %       |
| Население                      | 5675    | 100   | 2945    | 51,9    | 2730    | 48,1    |
| Плотность населения (чел./км²) | 77,3    | 77,3  | 40,1    | 40,1    | 37,2    | 37,2    |

## Сельские округа
1. Бжезница
2. Дембовина
3. Дзбанув
4. Грохова
5. Яновец
6. Ляскувка
7. Опольница
8. Потворув
9. Пшиленк

## Соседние гмины
1. Гмина Каменец-Зомбковицки
2. Гмина Клодзко
3. Гмина Стошовице
4. Гмина Зомбковице-Слёнске
5. Гмина Злоты-Сток